# Volcà del Puig Astrol
El Volcà del Puig Astrol és un antic volcà situat al municipi d'Olot, a la comarca catalana de la Garrotxa. Té 651 metres d'altitud, 125 m de circumferència i uns 3 m de profunditat.